# 知多良
知多 良（ちた りょう、1988年7月20日 - ）は、日本の映画監督。埼玉県出身。かつては高橋 良多（たかはし りょうた）の名義で活動していた。

## 略歴
埼玉県立新座総合技術高等学校卒業後、早稲田大学川口芸術学校や、ニューシネマワークショップ映画クリエイターコースで映画制作を学ぶ。
ニューシネマワークショップ卒業後も精力的に短編作品を撮り続け様々な映画祭で評価され、新宿ケイズシネマで行われたイベント「ムビハイ17」では「高橋良多監督特集」が上映された。
映像以外では、2008年に荘戸蛍木名義で第10回アックスマンガ新人賞に応募し、福満しげゆき賞を受賞。2009年発行の「アックス vol.71」に荘戸螢木名義で読み切り漫画『はんぶんこ』が掲載されている。

## 監督作品

### 短編映画
- 服人間（2011年）
  - 第12回JCF学生映画祭in鳥取 審査員特別賞[10]
- 掘る女（2012年）
- STELLA（2014年）
  - うえだ城下町映画祭第12回自主制作映画コンテスト 大林千茱萸賞（審査員賞）[11]
- さよならパークハイツ（2014年）
  - 第6回武蔵野映画祭 グランプリ
- Happy Sad（2015年）
- やまとのもり（2016年）
  - YAMATO FILM FESTIVAL2016 第6回ショートフィルムコンテスト 準グランプリ
  - Short Shorts Film Festival&Asia 2016 ミュージックShort部門ノミネート
- 桜桃らんでぶー（2016年）
  - うえだ城下町映画祭第14回自主制作映画コンテスト 大林千茱萸賞（審査員賞）[12]
- ロープウェイ（2016年）[13]
  - 鶴川ショートムービーコンテスト2016 グランプリ[14]
  - 福井映画祭11th 短編部門 観客賞（グランプリ）[15]
  - 20th CHOFU SHORT FILM COMPETITION 奨励賞
  - 2017年度西東京市民映画祭第16回自主制作映画コンペティション 優秀作品賞（2位）・シネマ倶楽部特別賞[16]
- スワンの大冒険（2016年）
  - Love井の頭ショートムービーコンテスト 観客賞
- 前世、河童（2017年）
  - 第4回つくばショートムービーコンペティション つくッペ グランプリ・観客賞
  - YAMATO FILM FESTIVAL2017 第7回ショートフィルムコンテスト 崔洋一監督賞
  - フランス グルノーブル屋外短編映画祭2017 招待上映
- 見えない、光（2017年）
  - 第8回伊勢崎映画祭 グランプリ
  - 2019年度西東京市民映画祭第18回自主制作映画コンペティション 優秀作品賞
  - 第5回つくばショートムービーコンペティション 佳作賞
  - SeishoCinemaFes 2nd コンペ短編部門 最優秀男優賞（サトウヒロキ）
- ティッシュ人間（2019年）

### MV
- ふくしまみさき「時計のうた」（2019年）
  - YAMATO FILM FESTIVAL2019 第9回ショートフィルムコンテスト グランプリ[17]
  - SeishoCinemaFes 3rd ミュージックビデオ部門 グランプリ
- グッナイ小形「きみは、ぼくの東京だった」（2020年）[18]

## 参加作品

### 短編映画（参加作品）
- 一緒に歩こう（2019年、監督：野本梢） - 撮影
- アルム（2020年、監督：野本梢） - 脚本協力[19]